# Luisa D'Oliveira
Luisa d'Oliveira (Vancouver, 6 de outubro de 1986) é uma atriz canadense. Ela é conhecida por seus papéis em 50/50, Percy Jackson & the Olympians: The Lightning Thief, Cracked e ela também é conhecida por seu papel como Emori na série de televisão da The CW, The 100.

## Vida e carreira
Nascida em Vancouver, Canadá, Luisa atuou e se apresentou em vários filmes estudantis na escola antes de frequentar a universidade por um ano inteiro estudando ciência. Depois, ela voltou a atuar dizendo que "isso não foi criativo o suficiente para mim, [eu encontrei rapidamente meu caminho de volta à atuação]".
D'Oliveira foi criada como católica, embora tenha dito que não se considera mais uma católica praticante.

## Filmografia

### Televisão
| Ano           | Título                | Papel                    | Notas                                                               |
| ------------- | --------------------- | ------------------------ | ------------------------------------------------------------------- |
| 2008          | Supernatural          | Jenny                    | Episódio: "É a Grande Abóbora Sam Winchester"                       |
| 2008          | The Guard             | Kierra                   | Episódio: "Fistful of Rain"                                         |
| 2009          | Psych                 | Sissy                    | Episódio: "Terça-feira 17"                                          |
| 2009          | Storm Seekers         | Paloma                   | Filme de televisão                                                  |
| 2009          | Stranger whit My Face | Nat Colson               | Filme de televisão                                                  |
| 2014          | The Good Wife         | Sandra Pai               | Episódio: "Piloto"                                                  |
| 2009          | Ice Twisters          | Ashley                   | Filme de televisão                                                  |
| 2009          | Hellcats              | Meredith                 | Episódio: "Remember When"                                           |
| 2011          | To the Mat            | Elizabeth Sutcliffe      | Filme de televisão                                                  |
| 2011          | The Terror Beneath    | Kate                     | Filme de televisão; originalmente intitulado "Seeds of Destruction" |
| 2011          | O Círculo Secreto     | Simone                   | Episódio: "Wake"                                                    |
| 2011          | Space Twister         | Megan MacGregor          | Filme de televisão; originalmente intitulado "Mega Cyclone"         |
| 2012          | Rags                  | MTV VJ                   | Filme de televisão                                                  |
| 2012          | The Selection         | Fiona Castley            | Piloto de televisão não vendido                                     |
| 2013          | Cracked               | Detetive Poppy Wisnefski | Elenco principal; 21 episódios                                      |
| 2014          | Rookie Blue           | Essie                    | Episódio: "Indo abaixo"                                             |
| 2015–presente | The 100               | Emori                    | Elenco recorrente (2ª temporada–presente), 24 episódios             |
| 2015          | Motive                | Maria Snow               | Elenco recorrente (3 ª temporada), 10 episódios                     |
| 2016          | Channel Zero          | Amy Welch                | Elenco principal; 6 episódios                                       |

### Cinema
| Ano  | Título                                             | Personagem            | Notas       |
| ---- | -------------------------------------------------- | --------------------- | ----------- |
| 2007 | The Vent                                           | Elizabeth             | Filme curto |
| 2009 | Fragile                                            | Ana                   | Filme curto |
| 2009 | The Break-Up Artist                                | Marisa                |             |
| 2010 | Percy Jackson & the Olympians: The Lightning Thief | Menina de Afrodite    |             |
| 2011 | 50/50                                              | Agabelle Loogenburgen |             |
| 2011 | Alvin e os Esquilos 3                              | Tessa                 |             |
| 2012 | The Package                                        | Recepcionista         |             |
| 2014 | What Doesn't Kill You                              | Policial #1           | Filme curto |
| 2015 | Into the Grizzly Maze                              | Zoe                   |             |

### Jogos
| Ano  | Título    | Papel                |
| ---- | --------- | -------------------- |
| 2018 | Far Cry 5 | Deputado Joey Hudson |

## Prêmios e indicações
| Ano  | Prêmio     | Categoria    | Trabalho Nomeado | Resultado |
| ---- | ---------- | ------------ | ---------------- | --------- |
| 2014 | UBCP Award | Melhor atriz | Cracked          | Indicado  |